# Васильев, Прокопий Васильевич
Прокопий Васильевич Васильев (1903—1974) — советский учёный-экономист, доктор экономических наук (1943).
Автор более 200 опубликованных научных трудов, в том числе около 100 монографий, учебников, учебных пособий.

## Биография
Родился 1 июля 1903 года в деревне Сирикли Ядринского уезда Казанакой губернии, ныне Красноармейского района Чувашии, в крестьянской семье.
Начальное образование получил в соседней деревне Шупоси, затем был зачислен в Ишаковское двухклассное училище. Желая продолжить образование, Прокопий поступил на Чувашский рабфак. В октябре 1925 года его призвали в Красную Армию, где он служил красноармейцем 78-го механизированного стрелкового полка. В 1926 году поступил в Ленинградский институт народного хозяйства им. Ф. Энгельса (ныне Санкт-Петербургский государственный экономический университет) на промышленное отделение.
В 1930 году, по окончании Института народного хозяйства, с квалификацией инженера-экономиста Васильева пригласили на преподавательскую работу в качестве ассистента кафедры организации и планирования труда в Ленинградскую лесотехническую академию им. С. М. Кирова (ныне Санкт-Петербургский государственный лесотехнический университет). Здесь он в 1935 году стал доцентом и в 1937 году защитил кандидатскую диссертацию. С 1931 года одновременно читал лекции по экономическим дисциплинам в Ленинградской промышленной академии.
В годы Великой Отечественной войны П. В. Васильев исполнял обязанности руководителя на одном из крупных оборонных заводов страны и одновременно являлся начальником Главного управления высших учебных заведений Народного комиссариата лесной промышленности СССР. В 1943 году он завершил работу над докторской диссертацией, которую защитил её в Уральском лесотехническом институте.
Прокопий Васильевич был одним из организаторов первого в стране научного центра по лесу — Института леса Академии наук СССР, где в 1943—1959 годах работал заместителем директора. В 1948—1953 годах он принял участие в разработке экономических вопросов защитного лесоразведения. В 1959—1974 годах работал заведующим сектором лесного хозяйства и лесной промышленности в Совете по изучению производительных сил при Госплане СССР. Последние годы жил в Москве, где читал лекции в Московском лесотехническом институте (ныне Мытищинский филиал МГТУ имени Н. Э. Баумана) и заведовал кафедрой.
П. В. Васильевым была создана научная школа экономистов по проблеме леса. Под его руководством более 35 аспирантов защитили кандидатские и докторские диссертации. Также вел общественную работу как лектор и консультант по экономическим темам, был членом ученого совета Министерства лесного хозяйства РСФСР.
Умер 14 февраля 1974 года в Москве. Похоронен на Новодевичьем кладбище.

## Награды
- Заслуженный деятель науки РСФСР (1964),
- орден «Знак Почёта»
- медали.
- Удостоен Почетных грамот Президиума Академии наук СССР, Госплана СССР, Президиума Верховного Совета Чувашской АССР.